# Rolling Stones Tour of the Americas '75
The Rolling Stones Tour of the Americas '75 es el nombre para el tour de conciertos de la banda británica destinada a Sur y Norteamérica en el año 1975.

## Historia
Esta fue la primera gira de los Stones con el nuevo guitarrista Ron Wood después que Mick Taylor renunciara a la banda (el 14 de abril le informaron que iba a participar en la gira, pero el 19 de diciembre se le nombró como miembro oficial de los Stones). Fotografías tomadas por Annie Leibovitz fueron publicadas en la revista Rolling Stone en ese tiempo, donde se mostraba al guitarrista Keith Richards y a Wood detrás de él, demostrando su talento en la guitarra en varias canciones de los Stones y como tenía que ir a la misma velocidad que la del repertorio de esa época.
El Tour de las Américas 75 no está asociado a ningún álbum recién lanzado, ya que comenzó casi 7 meses después del lanzamiento del último disco de estudio It's Only Rock'n Roll, por lo que el álbum recopilatorio Made in the Shade le dio valor y publicidad a la gira.
El anuncio de la gira fue tan famoso como la gira en sí misma. El 1 de mayo en la "conferencia de prensa" en Manhattan, la banda sorprendió a la prensa cuando tocaron "Brown Sugar" en la parte trasera de un camión en Broadway, cuestión que más tarde grupos como AC/DC y U2 emularían más tarde.
La segunda mitad de los años 70 fue una era de shows extravagantes, como los de Elton John, Alice Cooper, Kiss y Queen. En esta época se presentaba un nuevo formato de los Stones, con un habitual acto teatral y la presencia de un falo inflable llamado 'Tired Grandfather' (El Abuelo Cansado), ya que a veces tenía disfunción eréctil. Esto respresentó una nueva ruptura en la relación Jagger/Richards, ya que el pragmático Richards consideró todo esto como algo totalmente superfluo y distractivo para la música. Una vez más, Jagger astutamente interpretó las tendencias del mercado. Además ideó un nuevo anuncio para la gira, basado en la forma común de las bandas de jazz de Nueva Orleans, donde el baterista Charlie Watts fue el encargado de diseñan una flor de loto para anunciar cada show, lo que sirvió para promocionar el tiempo de las giras y dio más protagonismo a los otros miembros visibles de los Stones.
El tour comenzó oficialmente el 3 de junio de 1975 en el Centro de Convenciones de San Antonio, Texas, pero ya habían realizado dos presentaciones como precalentamiento para la gira
el 1 de junio en la Universidad del Estado de Luisiana en Baton Rouge, Luisiana. La gira continuó, tocando siempre por Estados Unidos y Canadá, incluyendo seis noches consecutivas en el Madison Square Garden de Nueva York y cinco noches en The Forum de Los Ángeles, para luego finalizar en show en Norteamérica el 2 de agosto en el Gator Bowl Stadium de Jacksonville, Florida. Sin embargo, una serie de shows planificados para México, Brasil y Venezuela fueron cancelados en su totalidad debido a problemas con el cambio monetario y de seguridad. Cuatro fechas fueron agregadas en Estados Unidos, finalizando el 8 de agosto en el Rich Stadium de Buffalo, Nueva York. Así, con el tour finalizado se considera que el concepto de "Américas" fue erróneo.
En 1977 el álbum en vivo Love You Live documentó parte de este tour. La épica canción "Memory Motel" del álbum de 1976 Black and Blue también se describe el viaje en un sentido emocional.

## Música
- Mick Jagger - voz, armónica
- Keith Richards - guitarra, voces
- Bill Wyman - bajo
- Charlie Watts - batería
- Ron Wood - guitarra

Músicos adicionales
- Ian Stewart - piano
- Billy Preston - teclados, voces
- Ollie E. Brown - percusión

## Set list
1. Intro: Fanfare for the Common Man
2. Honky Tonk Women
3. All Down the Line
4. If You Can't Rock Me/ Get off of My Cloud
5. Star Star
6. Gimme Shelter
7. Ain't Too Proud to Beg
8. You Gotta Move
9. You Can't Always Get What You Want
10. Happy
11. Tumbling Dice
12. It's Only Rock'n Roll (But I Like It)
13. Doo Doo Doo Doo Doo (Heartbreaker)
14. Fingerprint File
15. Angie
16. Wild Horses
17. That's Life (cantado por Billy Preston)
18. Outa-Space (dirigido por Billy Preston)
19. Brown Sugar
20. Midnight Rambler
21. Rip This Joint
22. Street Fighting Man
23. Jumpin' Jack Flash
24. Bis: Sympathy for the Devil

La lista de canciones es un poco más larga de lo habitual y con variaciones más frecuentes, con otras siete u ocho canciones que hacen apariciones esporádicas, tal vez la más particular y destacada es la versión a cappella de "Lady Jane". Como en el 1972 American Tour, se ignora el catálogo pre-1968, incluida su canción símbolo "(I Can't Get No) Satisfaction", aunque hay una versión de Get off of My Cloud insertada al final de If You Can't Rock Me. Muchas veces no hubo bis, por lo tanto, "Sympathy for the Devil" no era interpretada en esas ocasiones.

## Fechas
- 01/06/1975  Assembly Center, Dunkirk Hall - Louisiana State University, Baton Rouge, LA (2 shows)
- 03/06/1975  Convention Center - San Antonio, TX
- 06/06/1975  Arrowhead Stadium - Kansas City, MO
- 08/06/1975  County Stadium - Milwaukee, WI
- 09/06/1975  Civic Center - Saint Paul, MN
- 11/06/1975  Boston Garden - Boston, MA
- 12/06/1975  Boston Garden - Boston, MA
- 14/06/1975  Municipal Stadium - Cleveland, OH
- 15/06/1975  Memorial Auditorium - Buffalo, NY
- 17/06/1975  Maple Leaf Gardens - Toronto, ON
- 18/06/1975  Maple Leaf Gardens - Toronto, ON
- 22/06/1975  Madison Square Garden - Nueva York, NY
- 23/06/1975  Madison Square Garden - Nueva York, NY
- 24/06/1975  Madison Square Garden - Nueva York, NY
- 25/06/1975  Madison Square Garden - Nueva York, NY
- 26/06/1975  Madison Square Garden - Nueva York, NY
- 27/06/1975  Madison Square Garden - Nueva York, NY
- 29/06/1975  The Spectrum - Filadelfia, PA
- 30/06/1975  The Spectrum - Filadelfia, PA
- 01/07/1975  Capital Centre - Largo, MD
- 02/07/1975  Capital Centre - Largo, MD
- 04/07/1975  Memorial Stadium - Memphis, TN
- 06/07/1975  Cotton Bowl - Dallas, TX
- 09/07/1975  The Forum - Los Ángeles, CA
- 10/07/1975  The Forum - Los Ángeles, CA
- 11/07/1975  The Forum - Los Ángeles, CA
- 12/07/1975  The Forum - Los Ángeles, CA
- 13/07/1975  The Forum - Los Ángeles, CA
- 15/07/1975  Cow Palace - San Francisco, CA
- 16/07/1975  Cow Palace - San Francisco, CA
- 18/07/1975  Seattle Center Coliseum - Seattle, WA
- 19/07/1975  Hughes Stadium - Fort Collins, CO
- 23/07/1975  Chicago Stadium - Chicago, IL
- 24/07/1975  Chicago Stadium - Chicago, IL
- 26/07/1975  Assembly Hall - Indiana University, Bloomington, IN
- 27/07/1975  Cobo Hall - Detroit, MI
- 28/07/1975  Cobo Hall - Detroit, MI
- 30/07/1975  Omni Coliseum - Atlanta, GA
- 31/07/1975  War Memorial Coliseum - Greensboro, NC
- 02/08/1975  Gator Bowl - Jacksonville, FL
- 04/08/1975  Freedom Hall - Louisville, KY
- 06/08/1975  Coliseum - Hampton, VA
- 08/08/1975  Rich Stadium - Buffalo, NY